# Diomus texanus
Diomus texanus är en skalbaggsart som beskrevs av Gordon 1976. Diomus texanus ingår i släktet Diomus och familjen nyckelpigor. Inga underarter finns listade i Catalogue of Life.